# 真人快打传奇：牢笼对决
《真人快打传奇：牢笼对决》，是2023年美国华纳兄弟出品、Studio Mir制作，由伊桑·斯波尔丁執導Joel McHale等人配音的动画电影。该作是华纳公司制作的《真人快打传奇》系列的第四部。该作的时间线发生在《真人快打传奇:蝎子的复仇之前》，该作主要讲述的是乔尼·凯奇去寻找自己搭档所发生的事情，该作受到了观众褒贬不一的评价。

## 剧情
由于乔尼·凯奇的搭档失踪，于是乔尼·凯奇决定调查这些事情，并在处理这些事情的时候，意外的得知了邪神辛诺科的事情，以及在对决辛诺科的时候，意外的遇到了来自异世界的阿什拉。该作的旁白由凯奇的配音演员乔尔·麦克海尔配音。

## 配音员
- 乔尔·麦克哈尔：乔尼·凯奇
- 詹妮弗·格雷：Jennifer Grey
- 胡凯莉：Ashrah
- 马修·默瑟：Director / Bully
- 格蕾·德丽斯勒：Kia
- 菲尔·拉马：Brian Van Jones
- 吉尔伯特·戈特弗雷德：David Doubldy
- 罗宾·阿特金·唐斯：Shinnok
- 泽拉·法扎尔：Jataaka
- 马修·杨·金：Concierge
- 戴夫·B·米谢尔：Raiden
- 尔玛·泰勒：Master Boyd
- 杜山·布朗：Chuck Golden
- 凯尔·怀亚特

## 制作
2022 年 10 月，制作组在展览会中宣布推出该系列动画的第四部 ，乔尔·麦克海尔宣布在该系列给角色乔尼·凯奇配音。在 2022 年 10 月的一次采访中，杰里米·亚当斯透露他正在编写这部电影。2023年6月，IGN公布了该片的演员阵容和细节，演员名单包括女演员詹妮弗·格雷和喜剧演员吉尔伯特·戈特弗里德。

## 備註
1. ↑  . IGN. 2023-06-14  [2023-06-28]. （原始内容存档于2024-02-24）.
2. ↑  Donato, Matt. . IGN. Ziff Davis. October 18, 2023  [October 24, 2023]. （原始内容存档于2023-10-30）.
3. ↑  . 8 October 2022  [2023-11-22]. （原始内容存档于2022-10-21）.
4. ↑  . YouTube.   [2023-11-22]. （原始内容存档于2023-08-13）.